# Göran Larsson (sångtextförfattare)
Göran Larsson, född 7 juni 1944, död 11 juli 2012 , major i Frälsningsarmén, sångförfattare och översättare.
Larsson har arbetat för Frälsningsarmén i Sverige och England och var 2005 EU-samordnare vid FA:s internationella högkvarter i London. Har varit regionchef för FA i Lettland. Han var en av initiativtagarna och översättarna till de svenska uppsättningarna av John Larssons och John Gowans musikaler.

## Sångtexter
- Vi har ett budskap, ett enkelt budskap (svenska översättningen)
- Om kors och nöd och lidande mig möter (svenska översättningen).